# Pindurão
Pindurão é um distrito da cidade de Congo, e Camalaú Paraíba, Brasil. Compondo parte da Zona rual do município. Cerca de 350 pessoas compõe a população do pequeno distrito. Seu abastecimento de água faz parte do pequeno sistema de tubulações do Açude dos Poços (encontra-se no mesmo município). O distrito encontra-se a 17 km da sede municipal. 